# Aenictes paraguayata
Aenictes paraguayata là một loài bướm đêm trong họ Geometridae.